# Liste du patrimoine immobilier classé de Celles
Cette page regroupe l'ensemble du patrimoine immobilier classé de la ville belge de Celles.
| Objet | Année de construction / Architecte | Adresse       | Section communale | Coordonnées                      | Numéro d’inventaire | Illustration |
| --- | ---------------------------------- | ------------- | ----------------- | -------------------------------- | ------------------- | --- |
| L'église Saint-Christophe |                                    |               |                   | 50° 42′ 43″ nord, 3° 27′ 26″ est | 57018-CLT-0001-01   | L'église Saint-Christophe |
| Pilori (dans la propriété Moyart) |                                    |               |                   | 50° 43′ 20″ nord, 3° 27′ 09″ est | 57018-CLT-0002-01   | Image manquanteTéléverser |
| Église Saint-Martin (Escanaffles) |                                    |               |                   | 50° 45′ 22″ nord, 3° 26′ 52″ est | 57018-CLT-0003-01   | Image manquanteTéléverser |
| Église Saint-Antoine l'Ermite : tour |                                    |               |                   | 50° 43′ 58″ nord, 3° 24′ 17″ est | 57018-CLT-0005-01   | Église Saint-Antoine l'Ermite : tour |
| Château-ferme (façades et toitures, escalier du corps de logis et plafonds à poutres des pièces du premier étage, côté cour) (M) et ensemble formé par cet édifice et ses abords (S), Place, n°3                                                                               |                                    | Place, n°3    |                   | 50° 43′ 55″ nord, 3° 24′ 11″ est | 57018-CLT-0006-01   | Château-ferme (façades et toitures, escalier du corps de logis et plafonds à poutres des pièces du premier étage, côté cour) (M) et ensemble formé par cet édifice et ses abords (S), Place, n°3 |
| Château du Grand Châtelet, Bacotterie, n°3: façades et toitures des bâtiments suivants : grange, tour, étables, écuries, habitation du fermier, ensemble de dépôt, ancienne écurie, remises à voitures et conciergerie (M) et ensemble formé par ce château et ses abords (S). |                                    | Bacotterie, 3 |                   | 50° 41′ 31″ nord, 3° 27′ 06″ est | 57018-CLT-0007-01   | Image manquanteTéléverser |